# Charlie McGettigan
Charles (Charlie) McGettigan (født 7. december 1950 i Ballyshannon, County Donegal) er en irsk sanger og musiker. I 1994 optrådte han sammen med Paul Harrington ved Eurovision Song Contest og vandt med sangen "Rock 'n' Roll Kids" (tekst og musik af Brendan Graham). Sangen vandt med en margin på 60 point ned til nummer 2, og Irland blev herved det første land, der formåede at vinde Eurovision tre gange i træk. Mcgettigan og Harrington vandt
Han optrådte som gæstesangen 50-års jubilæumsshowet Congratulations i 2005.
I august 1997 døde McGettigans eneste søn, Shane McGettigan, i en arbejdsulykke i Quincy, Massachusetts.
Han bor i dag i Drumshanbo, County Leitrim.